# Пирожков, Виктор Павлович
Виктор Павлович Пирожков (14 октября 1949 года — 15 ноября 2002) — прыгун на лыжах с трамплина, мастер спорта СССР международного класса.

## Биография
Выступал на международном уровне за Советский Союз в 1972—1979. Чемпион РСФСР по прыжкам с трамплина в 1971, 1976 и 1977 годах.
Завоевал звание чемпиона СССР в 1978 году в Красноярске.
По окончании спортивной карьеры работал тренером.
Скончался 15 ноября 2002 года в Екатеринбурге, похоронен на Нижнеисетском кладбище.